# Gorguts
Gorguts — дэт-метал-группа, образованная в 1989 году в Шербруке (провинция Квебек, Канада). Основателем группы является Люк Лемэй (англ. Luc Lemay). Группа распадалась в 2005 году, но снова возобновила свою деятельность в 2008 году. На данный момент группа записала пять студийных альбомов, один мини-альбом и даёт множество концертов по всему миру. Группа известна своей сложной, музыкально плотной формой техничного дэт-метала и, по ряду мнений, стала «одной из самых прогрессивных, экспериментальных и смелых групп во всем жанре».

## История

### Создание группы,Considered DeadиThe Erosion of Sanity(1989—1993)
Группа Gorguts была образована в 1989 году музыкантами Люком Лемеем (вокал и гитара), Сильваном Марком (гитара), Эриком Жигером (бас-гитара) и Стефаном Провенчером (ударные). В 1990 году они выпустили первое демо …And Then Comes Lividity, которое позволило им подписать контракт с Roadrunner Records. В 1991 году ими был выпущен первый полноформатный альбом Considered Dead, в записи которого, в качестве приглашенных музыкантов, также принимали участие Джеймс Мерфи (гитарное соло в «Inoculated Life») и Крис Барнс (бэк-вокал в «Bodily Corrupted», «Rottenatomy» и «Hematological Allergy»).
В 1993 году группа выпустила свой второй альбом The Erosion of Sanity, который был более экспериментальным и техничным, нежели Considered Dead. Однако, выход альбома совпал с падением популярности дэт-метала как жанра, и Roadrunner Records впоследствии решили исключить группу из своего списка. Группа приостановила концертную деятельность на пять лет, и многие поклонники полагали что они распались.

### Obscura,From Wisdom to Hateи распад (1998—2005)
Фактически, написание следующего альбома было завершено к концу 1993 года, но из-за отсутствия интереса со стороны лейбла выпуск альбома был серьезно задержан. Лемэй, единственный участник оригинального состава, вернулся в 1998 году на Olympic Recordings с новым составом, состоящим из Стива Хардла (гитара), Стива Клотье (бас-гитара) и Патрика Робера (ударные). Этим составом они выпустили свой третий полноформатный альбом, Obscura, который считается «одним из самых прогрессивных альбомов, когда-либо сделанных, в метале или из металла».
После Obscura Хердл покинул группу и был заменен Дэном Монгрейном из техничной дэт-метал группы Martyr, а Робер был заменен Стивом МакДональдом. Следующий альбом Gorguts, From Wisdom to Hate, был выпущен в 2001 году. Этот альбом стилистически представляет собой смесь ранних альбомов и Obscura. Лемэй, основной автор песен в альбоме, при написании риффов больше экспериментировал с использованием звуков, а не нот, например, во вступительном риффе альбома, в песне «Inverted», используется комбинация приемов пик-слайда, медиаторного тэппинга и традиционной игры медиатором.
Стив МакДональд, у которого была рецидивирующая депрессия, покончил жизнь самоубийством в 2002 году, что в итоге привело к распаду Gorguts в 2005 году. В одном из интервью Лемэй сказал: «Когда я решил покончить с группой в 2002 или 2003 году…после того, как Стив Макдональд скончался, я закончил с музыкой и хотел посвятить все свое время работе по дереву. Я был очень доволен тем успехом, которого достигла группа, так что это было для меня к лучшему… …нет горечи и никакого чувства неоконченного дела». Лемэй уехал из Монреаля, «потому что я уже достаточно прожил там. Я хотел быть ближе к тем местам, где я вырос, быть ближе к природе. После смерти Стива я больше не интересовался музыкой. В тот момент я был очень доволен музыкальным наследием группы и был готов начать новую главу в своей жизни».
В 2006 году Стив Хердл попросил Лемэя присоединиться к группе Хердла Negativa. Лемей согласился «при условии, что все будет сдержанно. Для меня играть музыку всегда было развлечением. После репетиции Стив отметил, что было бы здорово сделать новый альбом Gorguts в ознаменование её 20-летнего существования. Я был целиком за эту идею и с этого момента появилась мысль сыграть с Джоном (Лонгстретом — барабаны), Кевином (Хуфнагелом — гитара) и Колином (Марстоном — бас) и создать новый альбом».

### Воссоединение иColored Sands(2008—2014)
В декабре 2008 года в Интернете появился демо-трек Gorguts с гитарой и программированными барабанами, и сам Лемэй подтвердил предстоящее воссоединение с Колином Марстоном, Кевином Хуфнагелем и Джоном Лонгстретом. В то время как новый состав Gorguts выступал вживую и писал новый материал, Лемэй сказал, что группа не будет записываться до «поздней осени» 2010 года, назвав датой выхода 2011 год. В мае 2012 года Стив Хердл умер после хирургического осложнения. Правовые вопросы, связанные с предыдущим контрактом группы с Olympic Records, задержали выход альбома. Olympic Records были поглощены Century Media, и Лемэй хотел пересмотреть контракт группы. «Они согласились, но, в конце концов, мы не сошлись во мнениях и взаимно согласились, что лучше идти разными путями. Расторжение контракта было очень трудоемким и сложным юридическим делом».
Группа подписала контракт с Season of Mist и сообщила, что предстоящий альбом будет называться Coloured Sands, который был выпущен 30 августа 2013 года. Вдохновленный Opeth и альбомом The Incident от Porcupine Tree, Лемэй намеревался написать более прогрессивные песни с большей длительностью и усиленной динамикой. Классическая пьеса «The Battle of Chamdo» была написана Лемэем для фортепиано и записана с помощью струнного квинтета. Coloured Sands был номинирован на премию Джуно.

### Pleiades' Dust(с 2014)
Джон Лонгстрет, чье расписание с Origin оказалось несовместимо с Gorguts, покинул группу в 2014 году. Его заменой стал Патрис Хамелин, который выступал с Gorguts на концертах с 2011 года. Лемэй объявил, что Gorguts работает над новым альбомом, который будет состоять из одной длинной песни. Итоговый мини-альбом Pleiades 'Dust был выпущен 13 мая 2016 года. Это концептуальный альбом о Доме Мудрости в Багдаде во время Тёмных веков в Европе, и это первая запись группы с Хамелином.
25 июля 2016 года группа объявила, что в октябре 2016 года они отправятся в турне по Северной Америке с Intronaut и Brain Tentacles в поддержку Pleiades 'Dust.

## Музыкальный стиль и влияние
Стиль Gorguts значительно изменился с момента образования группы, превратившись из относительно традиционного дэт-метала в постоянно усложняющийся стиль авангардного техничного дэт-метала. В последнее время музыка группы характеризуется технически и композиционно сложным написанием песен, с сильным использованием диссонирующей и атональной гитарной работы. Люк Лемэй отметил влияние Opeth, Deathspell Omega и Porcupine Tree на его поздние альбомы.
Раннее творчество группы, в частности их дебютный альбом Considered Dead, выпущенный в 1991 году, характеризуется относительно простым звучанием дэт-метала с традиционными инструментами и структурами песен. Лемэй признает большое влияние шведской дэт-металлической группы Entombed на этот альбом. Тем не менее, на своем втором альбоме The Erosion of Sanity в 1993 году группа начала больше экспериментировать, включив в своё звучание фортепиано и акустические гитары. После этого альбома группа сделала перерыв, но преобразовалась с новым составом и выпустила Obscura в 1998 году. Obscura представляла значительный сдвиг в музыкальном стиле группы, часто приписываемый тогдашнему гитаристу Стиву Хердлу. В альбоме все чаще используются сложные песенные структуры, неординарные звуки, диссонирующая гитара, нетрадиционные тактовые размеры и эзотерические лирические темы. Даже по сегодняшним меркам Obscura считается одной из самых сложных и технических записей в жанре, благодаря своим беспрецедентным диссонансам и экспериментам, привнесенным покойным гитаристом группы Стивом Хердлом. Следующий альбом 2001 года From Wisdom to Hate представляет собой баланс между Obscura и вторым альбомом The Erosion of Sanity. Сложность и непредсказуемость песен были снижены, но все еще включали технически сложные композиции, что привело к немного более упрощённому звучанию. Следующий альбом группы, Colored Sands 2013 года, представляет собой значительную эволюцию в этом стиле метала. Критики отмечают, что «огромная стена диссонирующей соло-гитары и головокружительных риффов превратилась во что-то гораздо более атмосферное, но, благодаря тяжести и весу, только Gorguts могли подняться на этот уровень, сделав Colored Sands не только почти безукоризненно слаженным, но, возможно, одним из самых захватывающих альбомов своего жанра».
Влияние Gorguts на метал весьма обширно. Они неизменно признаются первопроходцами в использовании диссонанса и атональности в металле. Считается, что они оказали существенное влияние на ряд групп, включая Ulcerate, Spawn of Possession, Obscura, Beyond Creation и многих других. Немецкая техническая дэт-металлическая группа Obscura названа в честь одноименного альбома Gorguts.

## Состав
| - Люк Лемэй — соло-гитара (1989—наши дни), ритм-гитара, вокал (1989—2005, 2008 — наши дни) - Кевин Хуфнагел — соло-гитара (2009 — наши дни) - Колин Марстон — бас-гитара (2009 — наши дни) - Патрис Хамелин — ударные (2014 — наши дни) | - Карло Гоцци — бас-гитара (1989) - Гэри Шунар — гитара (1989—1990) - Сильван Марку — гитара (1989—1993) - Стефан Провенчер — ударные (1989—1993) - Эрик Жигер — бас-гитара (1990—1993) - Стив МакДональд — ударные (1993—1995, 1998—2002, умер в 2002) - Стив Хердл — гитара (1993—1999, умер в 2012) - Стив Клотье — бас-гитара (1993—2004) - Патрик Робер — ударные (1996—1998) - Дэн Монгрейн — гитара (1999—2001) - Джон Лонгстрет — ударные (2009—2014) |

## Дискография

### Студийные альбомы
- 1991 — Considered Dead
- 1993 — The Erosion of Sanity
- 1998 — Obscura
- 2001 — From Wisdom to Hate
- 2013 — Colored Sands

### Мини-альбомы
- 2016 — Pleiades' Dust

### Компиляции
- 2003 — ...and Then Comes Lividity / Demo Anthology
- 2004 — Considered Dead / The Erosion of Sanity
- 2016 — Obscura / From Wisdom to Hate

### Концертные альбомы
- 2006 — Live in Rotterdam

### Демоальбомы
- 1989 — Demo '89
- 1990 — …and Then Comes Lividity